# Coyuya (métro de Mexico)
Coyuya est une station de la ligne 8 du métro de Mexico, située dans la délégation Iztacalco.

## La station
La station est ouverte en 1994.
Son nom lui vient de l'avenue Coyuya, mot nahuatl signifiant, "où l'on fait les grelots". Le symbole de la station montre un pied avec des grelots sur la cheville, accessoire utilisé pour simuler des hochets en dansant.